# Evangelische Kirche Kappel
Die Evangelische Kirche in Kappel ist eine typische Hunsrücker Saalkirche. Die eigenständige mit Kirchberg pfarramtlich verbundene Kirchengemeinde gehört zum Kirchenkreis Simmern-Trarbach.

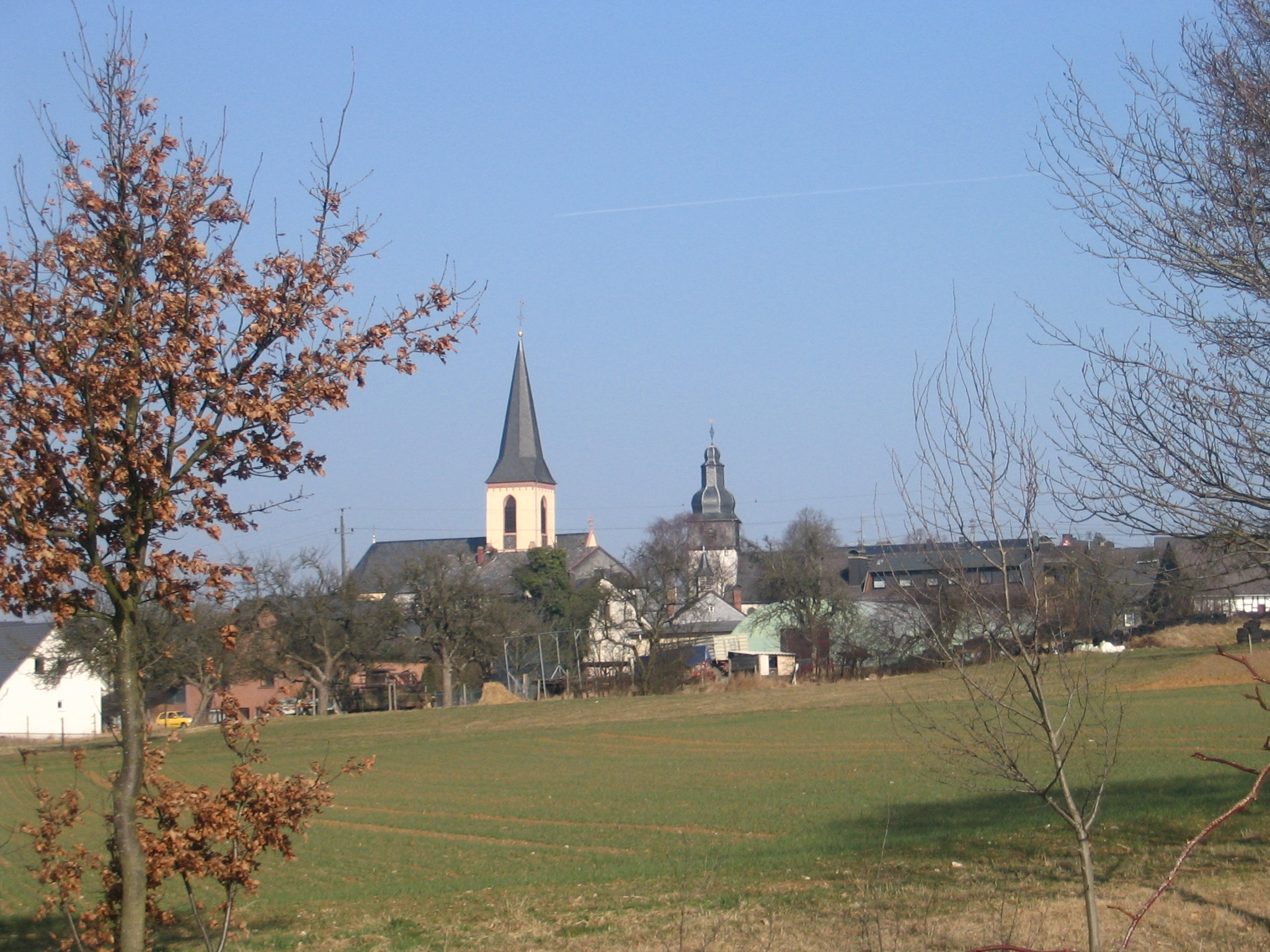
Rechts die evangelische Kirche

Die Kirche ist im Denkmalverzeichnis des Rhein-Hunsrück-Kreises als Kulturdenkmal eingetragen.

## Gemeindegeschichte
Wie schon der Ortsname nahelegt, bestand schon früh im Ort eine Kapelle, die als Filialkirche dem Kirchspiel Kirchberg zugeordnet war. Gelegentlich werden in den Quellen für Kappel Plebane erwähnt, die den kirchlichen Dienst versahen.
1557 wurde im Herzogtum Pfalz-Simmern vom späteren Kurfürsten Friedrich die Reformation eingeführt. Er wechselte 1561 zum reformierten Bekenntnis, das bis heute in Kappel Bestand hat. Im Dreißigjährigen Krieg wurde Kappel vorübergehend rekatholisiert. Im Pfälzischen Erbfolgekrieg führten die Franzosen die Glaubensfreiheit ein; die Kappeler Kirche wurde Simultankirche. Die Kirchengemeinde verlor ihren Pfarrer und ihre Selbständigkeit und wurde von Würrich aus betreut.
Als die benachbarte lutherische Filialgemeinde Leideneck, die zur Pfarrei Bell gehörte, 1852 eine eigene Kirche gebaut hatte, wuchs auch in Kappel der Wunsch nach Selbständigkeit, die durch eine pfarramtliche Verbindung der beiden Gemeinden 1855 ermöglicht wurde. Sitz des Pfarrers war das größere Kappel mit 345 Evangelischen im Jahr 1855 (Leideneck hatte 1864 287). 1907 wurde das gekaufte Pfarrhaus – ein Fachwerkbauernhaus – abgerissen und durch einen Neubau im Pfarrgarten ersetzt. Der neu entstandenen Doppelgemeinde wurden 1860 die wenigen Evangelischen in der Diaspora aus den überwiegend katholischen Orten Mastershausen, Reidenhausen, Hesweiler, Blankenrath, Haserich, Walhausen, Tellig, Schauren, Panzweiler, Peterswald und Löffelscheid vom Koblenzer Konsistorium der Rheinprovinz der Evangelischen Landeskirche in Preußen gastweise zugeordnet.
1890 gründeten die katholischen Kappeler einen Kirchbauverein für eine eigene Kirche; gleichzeitig wurde die Auflösung des Simultaneums betrieben. Das wurde von den zuständigen Instanzen 1894 und 95 beschlossen und am 14. Juli 1895 vom Regierungsbezirk Koblenz genehmigt. Bis zur Fertigstellung des Neubaus des Kirchenarchitekten Eduard Endler am 28. September 1899 durfte die evangelische Kirche unentgeltlich weiter benutzt werden. Ab den 1960er Jahren kam es vielerorts zu Zusammenschlüssen oder Zuordnungen. Auch Kappel wurde 1977 pfarramtlich mit Kirchberg verbunden und die eigene Pfarrstelle 1978 aufgehoben. Leideneck kam wieder zu Bell. 2008 gründete sich ein Kirchbauverein, der durch Spenden einen Instandhaltungsfonds ansammeln und bei der Erhaltung von Kirche und Pfarr-/Gemeinde-Haus mithelfen will.

## Baugeschichte und Beschreibung
Der heutige Kirchbau wurde von beiden Konfessionen an der Stelle eines Vorgängerbaues errichtet, der um 1720/30 als sehr baufällig beschrieben wird. Dabei wurden Mauerteile, insbesondere im Turmsockel, weiter genutzt. Als Fertigstellungsdatum gilt das durch Maueranker am Turm dokumentierte Jahr 1747. Außer dem Turmhelm weist das Gebäude keinerlei Bezug zur Barockzeit auf. Die geostete Saalkirche in Bruchstein-Mauerwerk ist mit dem dreiseitigen Chor (ohne den Turm) 18 m lang, 8,10 m breit und bis zum First 10,70 beziehungsweise 11 m hoch. Das Schiff wird durch ein Holz-Tonnengewölbe überdeckt.
Der wuchtige quadratische Turm mit zwei Schießscharten-Fenstern an der 5,10 m breiten Westseite ist bis zum Kreuz mit Wetterhahn 24,60 m hoch, der verschieferte Balkenaufbau mit noch quadratischer Glockenstube und seiner doppelt geschwungenen achtseitigen Haube misst 13,20 m. Der Zugang erfolgt von Süden her durch den Turm, dann durch eine weitere Tür ins Schiff. Die Turmvorhalle besitzt ein Kreuzgratgewölbe, das möglicherweise älter ist.
Die Seitenwände mit je drei Rundbogenfenstern werden durch je vier gemauerte Außenstrebepfeiler verstärkt. Auch dies ist ein älteres stilistisches Merkmal, das noch nicht gedeutet ist. Der Chor wird durch zwei Fenster belichtet. Die Stirnwand ist fensterlos, da hier der katholische Hauptaltar zu stehen hatte. Der evangelische Altar stand in der Turmhalle. Den Chorfirst krönt ein Kreuz.
Auf einer Zeichnung von 1896 als Bestandsaufnahme vor der Umwidmung und Renovierung ist rechts neben dem letzten Stützpfeiler der Südwand eine kleine Pforte aus katholischer Zeit zu sehen. Die Turmuhr, die ebenfalls noch eingezeichnet ist, wurde Anfang des 20. Jahrhunderts als nicht mehr reparierbar verschrottet. Die katholische Kirche besaß eine Uhr.
Um 1900 wurde die nun evangelische Kirche auch mit Hilfe einer gesamtpreußischen Kirchenkollekte umfangreich renoviert. Neue Kirchenbänke wurden angeschafft und eine Orgel bestellt, für die eine Empore eingebaut wurde. Nach der Renovierung hatte das Schiff 180 und die Empore, die den jungen Männern vorbehalten war, 25 Sitzplätze. Weitere gründliche Renovierungen erfolgten 1947 bis 1953 mit Beseitigung von Kriegsschäden und Neuausmalung des Chors durch Bibelverse und einen Engel mit Ankersymbol. Von 1966 bis 1967 folgten Ausbesserung des Mauerwerks, Umgestaltung des Chorraums und neue Glasfenster sowie der Einbau einer Fußbodenheizung. 1988 wurde das Mauerwerk erneut trockengelegt und dem Innenraum ein neuer Anstrich verpasst. 1981 wurde die Kirche unter Denkmalschutz gestellt.

## Ausstattung
Bis zur Renovierung zu Beginn der 1950er Jahre saß der Pfarrer in einem hölzern vergitterten Pfarrstuhl im Chorraum links gegenüber der Presbyterbank. Von dort stieg er über eine Treppe zur Altarkanzel. Diese wurde 1966/67 durch ein versetzbares Lesepult ersetzt, ebenso wurde die Presbyterbank entfernt. Der wuchtige Altartisch wurde durch ein leichteres Exemplar ersetzt.
Die Trierer Werkstatt Binder schuf die Chorfenster mit Motiven zu Taufe und Abendmahl nach Entwürfen des Trierer Glaskünstlers Manfred Freitag, ebenso die übrigen sechs Buntglasfenster. Die Chorwand dominiert ein großes Holzkreuz. Von alten Ausstattungsgegenständen ist eine Liedertafel von 1779 erhalten, auf der die Lieder mit Kreide angeschrieben wurden. Die Altarbibel stammt aus einem Vermächtnis der aus Kappel stammenden Kaiserswerther Diakonisse, die 1896 in Jerusalem verstorben war, die Kanzelbibel wurde von zwei aus Kappel stammenden Lehrern zur Neueinweihung 1900 gestiftet.

## Glocken
Die drei Glocken haben wegen ihrer historischen Bedeutung die Ablieferungen in den beiden Weltkriegen überstanden. Einem Gutachten, das das einheitliche Geläute als erhaltenswert (Gruppe D) einstufte, wurde auch 1942 Folge geleistet. Die in Koblenz-Ehrenbreitstein ansässigen Churtrierischen Stück- und Glockengießer Mauritius Mabilo und dessen Sohn Johann Babtist, wie auf Glocke eins verzeichnet, gossen sie 1779 vor Ort. Eine Vorgängerglocke fand für den Neuguss Verwendung, von der ein Teil der vorreformatorischen Inschrift auf die neue größte Glocke von 326 kg Gewicht und 83 cm Durchmesser übernommen wurde: MARIA VOCOR-CHRISTUS-LUCAS-MARCUS-MATÄUS- I ROSSI ME FECIT. Fritz Langensiepen vermutet deren Herkunft in der Lothringer Glockengießerei Rosier. Die Glocke ist eine Evangelisten-Glocke. Glocke zwei wiegt 234 kg und hat 73 cm Durchmesser. Glocke drei wiegt 166 kg und hat den Durchmesser von 65 cm. Ihre Inschrift ist: BENEDICTA SIT SANCTISSIMA TRINITAS. Die große und die kleine Glocke tragen dazu noch die Inschrift: INSCRIPTIO REFORMATORUM ET CATHOLICORUM EST DICTUM PETRI ACTORUM IV:VS 12 (4,2 ). Sie weisen auf die Eigenschaft als Glocken einer Simultankirche hin. Die Glocken haben die Stimmung c´´ - d´´ - f´´, das Gloria-Geläut, und sind das älteste erhaltene Geläut der Mabiloner.

## Orgel
Die erste Orgel der Kirche stammt von 1900 und aus der Werkstatt Oberlinger in Windesheim. Sie hat fünf Register im Manual und den Subbass im Pedal mit insgesamt 297 Pfeifen auf Kegellade. Das dreiteilige Gehäuse ist aus Tannenholz, die Prospektfront aus Eiche. Sie ist original erhalten und erhielt bei der Renovierung 1966 ein Elektrogebläse.

## Nutzung
Gottesdienst wird alle 14 Tage zu unterschiedlichen Zeiten von Kirchberger Pfarrern, Ruheständlern und Predigthelfern gehalten.

## Kirchhof
Um die Kirche lag der Friedhof, der bis zur Neuanlage oberhalb des Dorfes in den 1830er Jahren belegt wurde. 1860 wurde er gegen den Widerstand des katholischen Pfarrers entwidmet und eingeebnet. Ein Teil des Grundstücks wurde 1913 für eine evangelische Schule mit Lehrerwohnung genutzt. Die Katholiken benutzten weiterhin bis 1928 den Schulsaal über dem Backhaus, der ebenerdig vom Kirchenhügel aus zugänglich war. Von der Dreispitz aus konnte der Kirchenhügel über eine Treppe erreicht werden. Der Hügel ist ansonsten ebenerdig von der Kastellauner Straße vor der ehemaligen Schule aus zugänglich. Die Seiten zur Kastellauner Straße und zur Zufahrt zur katholischen Kirche auf der anderen Längsseite des Kirchenhügels sind mit Mauern unterfangen. An der Ostseite befindet sich ein Kriegerdenkmal. 1960 wurde der Kirchhof neu bepflanzt und das Gelände zwischen Kirche und ehemaliger Schule durch Split, Sand und Steine neu befestigt. Im März 2015 wurden der Kommune 148.000 € zur Umgestaltung des Geländes des Dorfmittelpunktes um die evangelische Kirche aus dem Dorferneuerungsprogramm zur Verfügung gestellt.